# Anton Horny

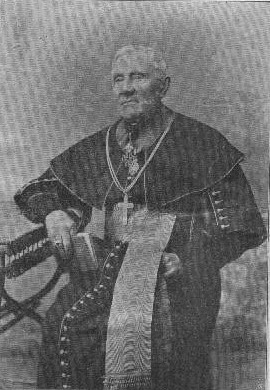
Prälat Anton Horny

Anton Horny (* 29. April 1824 in Strážnice; † 12. Oktober 1908 in Wien) war ein katholischer Kirchenhistoriker.

## Leben
Anton Horny wurde 1847 in Olmütz zum Priester geweiht. Zur weiteren theologischen Ausbildung an das höhere Weltpriesterbildungsinstitut zum hl. Augustin in Wien geschickt, wurde er 1850 an der Universität zum Doktor der Theologie promoviert. Nach Olmütz zurückgekehrt, war er von 1850 bis 1860 ordentlicher Professor für Kirchengeschichte an der dortigen Universität, 1852/1853 Rektor der Universität, 1855, 1856 und 1857 Dekan der theologischen Fakultät. Von 1859 bis 1867 lehrte er als k. k. ordentlicher Universitätsprofessor der Kirchengeschichte an der Universität Wien, nach eigenen sorgfältig ausgearbeiteten Vorleseheften (Nachfolger: Anton Wappler). 1863 war er Dekan des Professorenkollegiums und 1867 Dekan des Doktorenkollegiums der Wiener Universität.
Er wurde Apostolischer Protonotar und Komtur des Franz-Joseph-Ordens, fürsterzbischöflicher Konsistorialrat in Wien und Olmütz, 1867 zum fürsterzbischöflichen Kommissär der theologischen Stiftslehranstalten und Mittelschulen der Wiener Erzdiözese (Schulinspektor), nach seiner Emeritierung außerdem von der Universität nominierter Kanonikus des Wiener Metropolitankapitels zu St. Stephan (1867), 1875 bis 1891 Domscholaster, 1891 Domprälat, 1900 Domdechant. Mit der Universität blieb er als Examinator bei den Rigorosa in Verbindung.
1886 schenkte er ein von seinen Eltern geerbtes Haus in Strážnice für die Errichtung eines Klosters Barmherziger Schwestern mit Kinderbetreuung und einer Mädchenschule mit tschechischer Unterrichtssprache. Für sein Engagement wurde er zum Ehrenbürger der Stadt ernannt.
Er starb am 12. Oktober 1908 in Wien, vom Schlag getroffen während er in seiner Hauskapelle eine stille Messe zelebrierte, wurde aber in Straßnitz/Strážnice begraben, wo heute die Preláta-Horného-Straße nach ihm benannt ist.